# Idris spartinae
Idris spartinae är en stekelart som beskrevs av Lubomir Masner och Jocelyn Denis 1996. Idris spartinae ingår i släktet Idris och familjen Scelionidae. Inga underarter finns listade i Catalogue of Life.